# Conus levis
Espèce
Conus levis est une espèce de mollusques gastéropodes marins de la famille des Conidae.
Comme toutes les espèces du genre Conus, ces escargots sont prédateurs et venimeux. Ils sont capables de « piquer » les humains et doivent donc être manipulés avec précaution, voire pas du tout.

## Description
La taille de la coquille varie entre 9 mm et 12 mm.

## Distribution
Cette espèce marine est présente au sud de Madagascar.

## Taxinomie

### Publication originale
L'espèce Conus levis a été décrite pour la première fois en 2012 par le malacologiste italien Luigi Bozzetti (d) dans « Malacologia Mostra Mondiale »,.

### Synonymes
- Conus (Pseudolilliconus) levis (Bozzetti, 2012) · appellation alternative
- Pseudolilliconus levis Bozzetti, 2012 · non accepté (combinaison originale)